# 呂訥堡水塔
呂訥堡水塔（德語：Wasserturm Lüneburg）是位於德國城市呂訥堡的一座水塔。呂訥堡水塔修建於1905年至1907年期間，是呂訥堡的地標建築之一。

## 外部連結
- Webseite des Wasserturms Lüneburg（页面存档备份，存于）